# 史標
史標（？—？），字文準，陕西西安府华阴县人，明末清初官员。

## 生平
崇祯十二年（1639年）己卯科陕西乡试舉人，十三年（1640年）庚辰科進士，都察院观政，本年八月授武清县知县。